# Santa Catalina Island
Santa Catalina Island, Santa Catalina eller blot Catalina, er en af de største klippeøer i øgruppen Channel Islands ud for Californiens kyst. Santa Catalina er 35 km lang og 13 km bred på det bredeste sted og den ligger ca. 35 km syd-sydvest for Los Angeles. Øens højeste punkt er Mt. Orizaba på 639 m.
I 2000 var øens befolkningstal på 3696 personer, hvoraf 85 % boede i øens eneste by, Avalon.
33°23′00″N 118°25′03″V / 33.3833613°N 118.4175764°V